# The Evil Within
The Evil Within, i Japan känt som Psychobreak (サイコブレイク Saikobureiku?), är ett survival horror-spel utvecklat av Tango Gameworks och gavs ut av Bethesda Softworks under oktober 2014 till Microsoft Windows, Playstation 3, Playstation 4, Xbox 360 och Xbox One.